# Mario Eggimann
Mario Eggimann (født 24. januar 1981 i Brugg, Schweiz) er en schweizisk fodboldspiller, der spiller som forsvarsspiller. Han har gennem karrieren spillet for blandt andet den schweiziske klub FC Aarau, samt for de tyske klubber, Karlsruhe, Union Berlin og Hannover 96.

## Landshold
Eggimann står (pr. april 2018) noteret for ti kampe for Schweiz' landshold, som han debuterede for den 7. september 2007 i en venskabskamp mod Chile. Han var en del af landets trup til VM i 2010 i Sydafrika.